# Paint Horse
Le Paint Horse est une race de chevaux de travail et de couleur, américaine. Caractérisé par sa robe pie, le Paint horse est très proche du Quarter Horse.

## Histoire

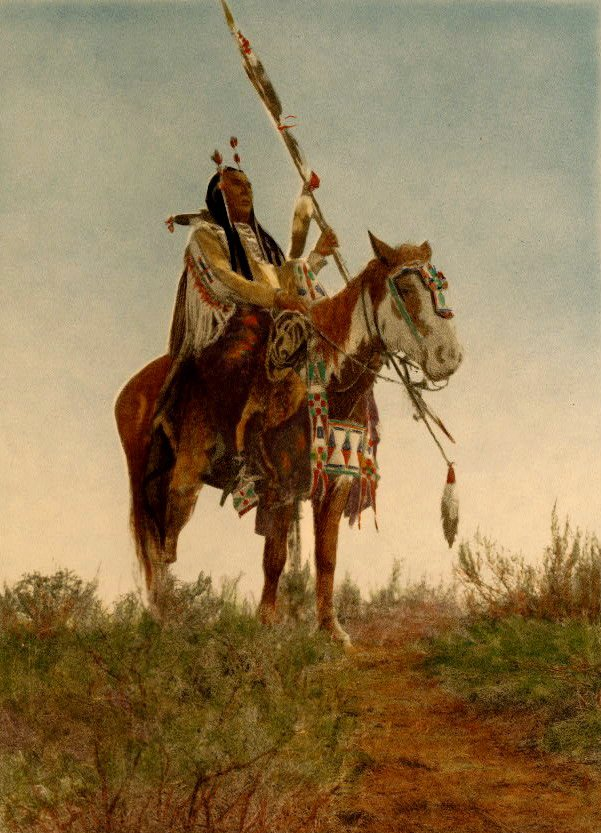
Guerrier Apsaroke de la tribu des Crows, sur des chevaux pie.

Son origine est la même que celle du Quarter Horse. Elle provient du Mustang, du Barbe espagnol, du Cleveland Bay, d'anciennes lignées du Morgan, avec une légère influence du Pur-sang. 
Les chevaux de robe pie sont exclus du registre du Quarter Horse. Dans les années 1950 et 1960, certains éleveurs et utilisateurs de Quarter Horse tachetés valorisent donc ces modèles en les inscrivant dans un registre généalogique particulier. L’American Paint Horse Association est fondée en 1962. Avec seulement quelques centaines de chevaux enregistrés à la fin de la première année, l’association compte désormais plus d’un million de Paint horses et enregistre environ 15 000 nouveaux chevaux par année.

## Description
CAB International indique une taille comprise entre 1,45 m et 1,60 m. Le modèle est celui du cheval de travail, très proche du Quarter horse, dont une arrière-main puissante et des jambes musclées, adaptées au travail qui leur est demandé.

### Robe
Bien que toutes les robes soient théoriquement possible, les différentes variantes de la robe pie sont les plus recherchées. Ils se divisent en deux grandes familles, tobiano et overo, au sein desquelles se trouvent les variantes tovero, balzan, etc. Un cheval est « solid » s'il porte une robe unie, sans tache.

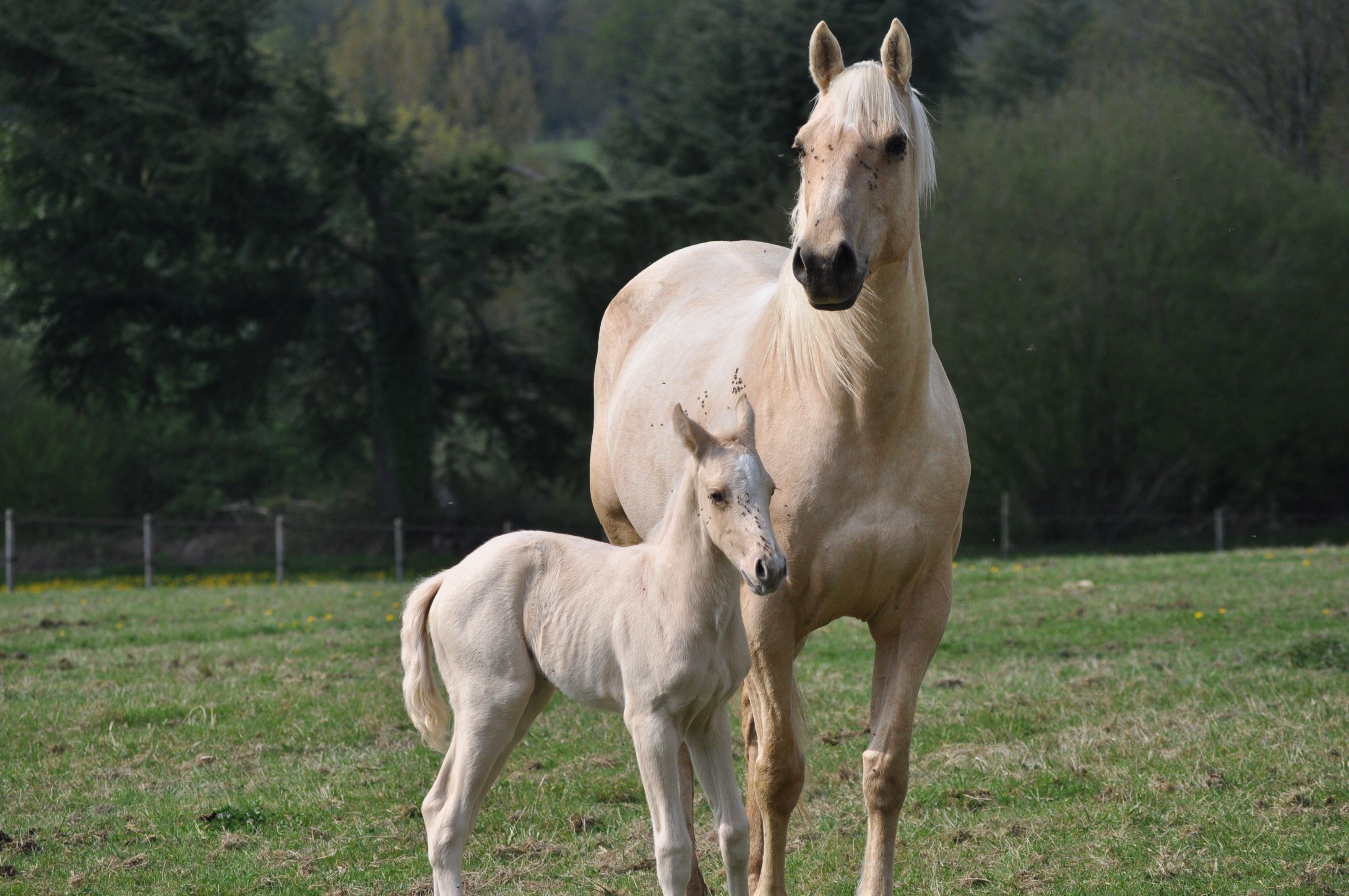
Jument Paint Horse Solid et sa pouliche
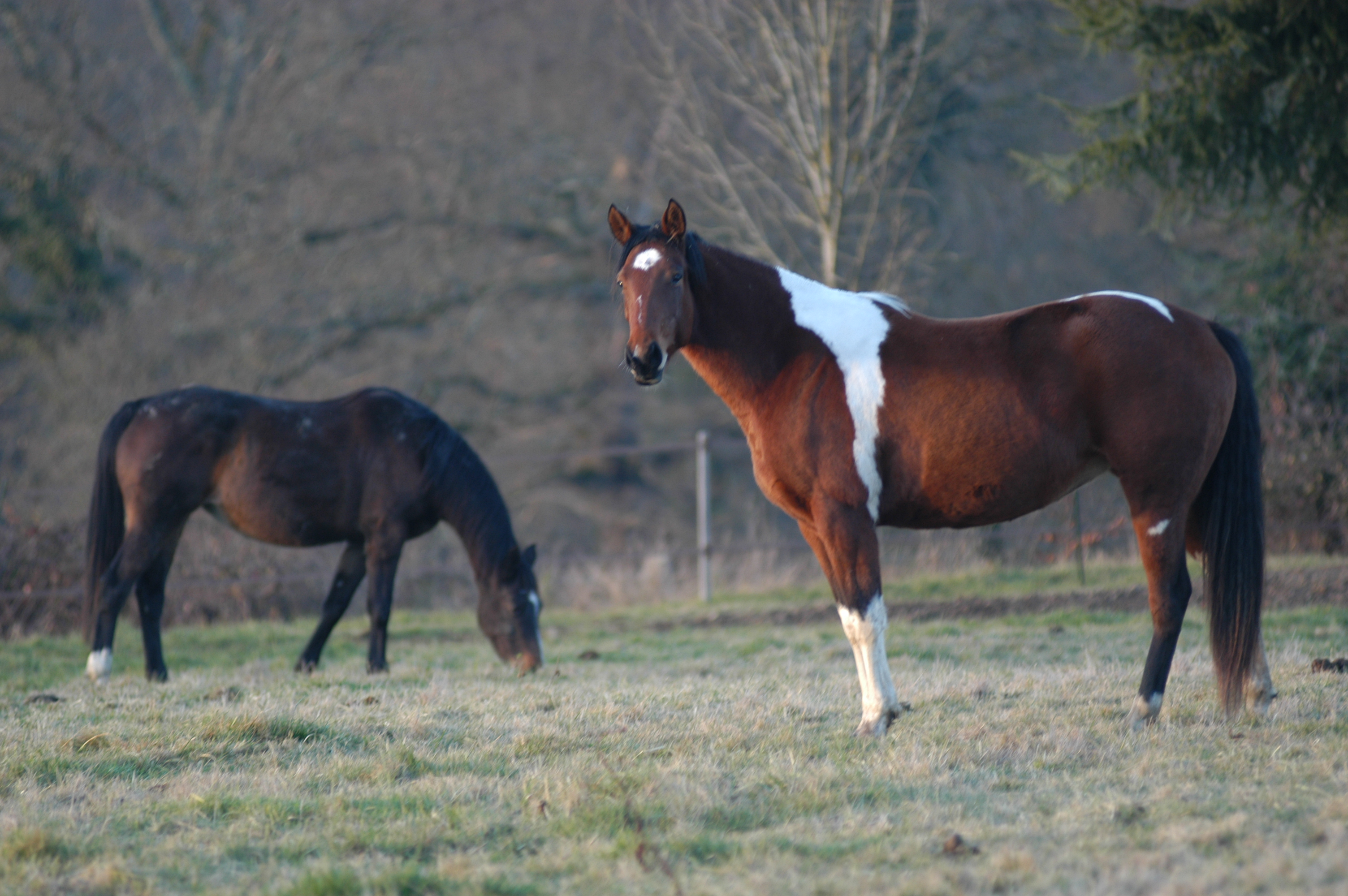
Paint Horse à la robe Tobiano

L'analyse génétique des robes de 2 076 Paint Horses montre que la base de la robe est le plus souvent alezan (e/e), et plus rarement baie ou noire, la base noire homozygote (E/E) étant rare (191 sujets testés). Une variante d'allèle récessif rare codant l'alezan, ea, a également été identifiée chez un sujet hétérozygote.
Le Paint Horse peut présenter les mutations Champagne, Silver et Perle.
Parmi les mutations responsables des différentes variantes de robes pie Dominant White (blanc dominant), le Paint peut porter les allèles W10, W20 et W22. De nombreux Paint Horse combinent un allèle Tobiano ou SB1 avec la mutation W20. La race peut également exprimer les variants SB1 (Sabino 1) et SW1, SW2, SW3 et SW5 (robe Pie balzan). Une mutation de novo, SW6, a été détectée chez un étalon Paint.

### Tempérament et entretien
Leur caractère est vif mais docile, ils sont très calmes. Les juments Paint horse sont de très bonnes poulinières et de très bonnes mères.

### Sélection
L'APHA (American Paint Horse Association) est basée à Fort Worth au Texas. Un livre généalogique est ouvert parallèlement à celui du Quarter horse, qui est géré par l'AQHA (American Quarter Horse Association) à Amarillo au Texas.
Pour enregistrer un poulain (pie ou non) à l'APHA il est nécessaire qu'au moins un de ses parents soit déjà enregistré comme Paint horse, l'autre géniteur pouvant être un Quarter horse ou un Pur-sang.

### Santé
Cette race est touchée par des cas de surdité. L'analyse de Paint Horse sourds confirme une perte totale de réponses évoquées auditives du tronc cérébral, liées à la présence d'une couleur de robe pie balzan et au génotype du récepteur de l'endothéline B (EDNBR).

## Utilisations
Le Paint horse est réputé polyvalent. Souvent utilisé en équitation western (reining, cutting, barrel racing, team roping (en)…) et en randonnée équestre, il peut être monté en dressage, saut d'obstacles ou en voltige, et peut être dressé au spectacle équestre.

## Diffusion de l'élevage

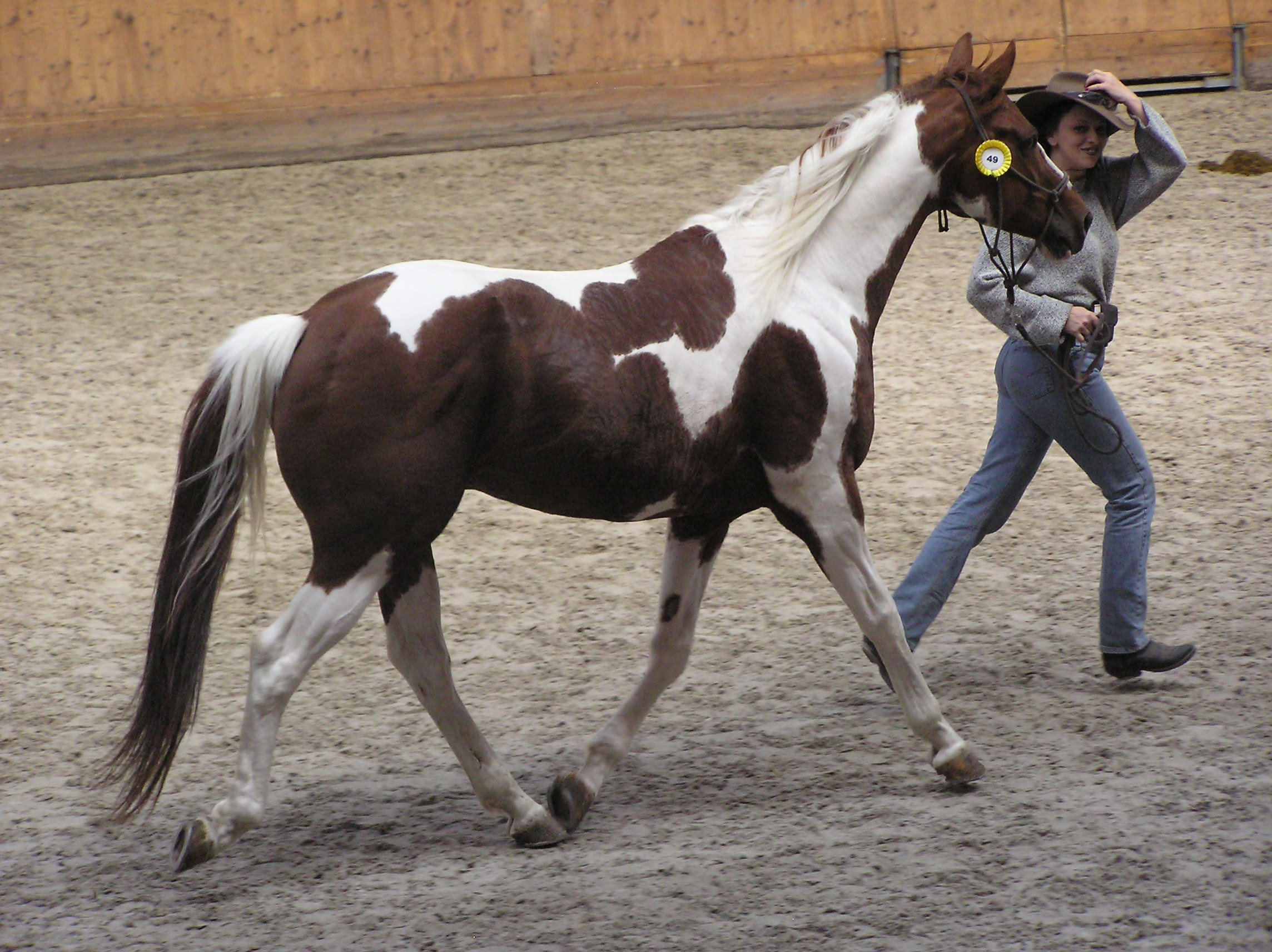
Présentation de Paint horses en Tchéquie.

Cette race est la deuxième plus répandue aux États-Unis. Il est toujours élevé au ranch de la famille Moyle. La race est présente en Europe, notamment en France, Allemagne, Italie et Grande Bretagne. 
Par ailleurs, l'ouvrage Equine Science (4e édition de 2012) le classe parmi les races de chevaux de selle connues au niveau international.